# Pļaviņas Vandkraftværk
Pļaviņas Vandkraftværk (lettisk: Pļaviņu hidroelektrostacija eller Pļaviņu HES) er det største kraftværk i Letland og et af de største vandkraftværker i den Europæiske Union. Vandkraftværket ligger i nærheden af byen Aizkraukle i floden Daugava. Det har ti individuelle turbiner med en samlet kapacitet på 868,50 megawatt.
Opførelsen af Pļaviņas Vandkraftværk vakte en usædvanlig bølge af protester i 1958. De fleste af Letlands indbyggere modsatte sig oversvømmelsen af historiske steder, i særdeleshed naturskønne slugter med sjældne planter og naturtræk, såsom Staburags, en klippe sammenlignelig med den tyske Lorelei i kulturel betydning. Konstruktionen af dæmningen godkendtes i 1959, men, først efter udrensning af relativt liberale og nationalt orienterede ledere under Eduards Berklavs og deres udskiftning med Moskva-tro, ideologisk konservative kadrer ledet af Arvīds Pelše.
Den første af kraftværkets turbiner sattes i funktion i december 1965. Kraftværket sattes i fuld drift i 1968 ved igangsættelsen af den fjerde turbine. I perioden fra 1991 til 2001 blev yderligere seks turbiner installeret ud over de oprindelige fire turbiner. I samme tidsrum udførtes også en ombygning af værket, og en anden ombygning planlagt til afslutning i 2010 indledtes i 2007. Vandkraftværket drives i dag af virksomheden Latvenergo.